# What It's Like
What It’s Like est un single d'Everlast issu de l'album de 1998 Whitey Ford Sings the Blues. La chanson est typique du style qu'Everlast a adopté après avoir quitté le trio hip-hop House of Pain. Il s'agit d'une combinaison de rock, hip-hop et de blues mettant en scène des protagonistes pauvres et montrant de l'empathie envers ceux-ci.